# NGC 1857
NGC 1857 je otvoreni skup u zviježđu Kočijašu. 

## Vanjske poveznice
- SEDS: NGC 1857